# Бретит (окръг, Кентъки)
Окръг Бретит (на английски: Breathitt County) е окръг в щата Кентъки, Съединени американски щати. Площта му е 1282 km², а населението - 16 100 души (2000). Административен център е град Джаксън.